# アクセス (曲)
『アクセス』は、福山雅治の2枚目のシングル。1990年11月7日に発売。
発売元はBMGビクター（現・Ariola Japan）。

## 解説
福山にとって初のCMソング。元々は菊池桃子が出演したVictor「ムービーごっこ」CMのために作られた曲であったが、問合せが殺到したため、正式に福山の楽曲としてシングル化が決まり音源化された。後年、福山がラジオで明かしたところによると、曲の歌い手を探していたCM制作サイドの話を引き受けて作られたという。また、このCMでは「アクセス」とは別に、かぐや姫の「なごり雪」をカバーしたバージョンも流れていた（ただしこちらは音源化されていない）。
このシングルで福山は、テレビ朝日系『ミュージックステーション』（同年12月21日放送分）に初出演を果たしている。余談だが、シングル発表後に開催したライブでは福山がCM出演者の菊池から花束をもらう一幕があり、その様子が当時のスポーツ紙に掲載されたという。

## 収録曲
全編曲：中村修司
1. アクセス
（作詞：竹花いち子・福山雅治 / 作曲：井上大輔）
Victor「ムービーごっこ」CMソング。CMサイズの時点では作詞：竹花／作曲：井上であったが、楽曲化にあたって福山も作詞に加わり共作となった。
ミュージックビデオが制作されており、VHS・DVD『FUKUYAMANIA』に収録されている。
2. Radio Days 〜1943…〜
（作詞・作曲：福山雅治）
1987年の映画『Radio Days』をモチーフとした。この頃から福山はラジオパーソナリティとして番組を始めていたので、ラジオがテーマにならないかと思って制作した[2]。

## ミュージシャン
| アクセス - Guitar:SHUJI NAKAMURA - Keyboards:KAZUHIRO HARA - Computer & Synthesizer Programming:NOBUHITO TANAHASHI | Radio Days 〜1943…〜 - Drums:NOBUO EGUCHI - Bass:SHINGO HARUYAMA - Guitars:SHUJI NAKAMURA - Keyboards:KAZUHIRO HARA - Computer & Synthesizer Programming:NOBUHITO TANAHASHI |

## 収録アルバム
アクセス / Radio Days 〜1943…〜
- LION
- M-COLLECTION 風をさがしてる